# 蔣懷德
蔣懷德（1500年—？），字維寧，號未山，浙江紹興府山陰縣人，民籍，明朝政治人物。

## 生平
嘉靖十年（1531年）辛卯科浙江鄉試第六十八名舉人。嘉靖十七年（1538年）中式戊戌科會試第七名，登第二甲第五十九名進士。歷官河南、福建按察司副使、廣東布政司參政。

## 家族
曾祖蔣玉；祖父蔣孝；父蔣實，母潘氏。严侍下。